# Тележка с яблоками
«Тележка с яблоками. Политическая шутка» (англ. The Apple Cart: A Political Extravaganza) — сатирическая пьеса-памфлет Бернарда Шоу в двух действиях с интермедией. Названию пьесы послужило английское идиоматическое выражение «to upset somebody’s applecart» (перевернуть тележку с яблоками), которое означает: расстроить планы, устроить переполох, опрокинуть общественные представления. Действие пьесы, завершённой в 1929 году, отодвинуто в будущее и происходит в 1960—1970-х годах. Будуарная интермедия «Тележки», как неоднократно признавался Шоу, имеет автобиографические истоки в его многолетних сложных личных отношениях с актрисой Стеллой Патрик Кэмпбелл.
Мировая премьера пьесы состоялась 14 июня 1929 года в «Театре польском», в Варшаве. Первое исполнение «Тележки с яблоками» в Англии прошло 19 августа 1929 года в программе I-го Малвернского фестиваля.
Первое издание пьесы, с авторским предисловием, вышло в 1930 году: Shaw, George Bernard. The Apple Cart: A Political Extravaganza. Constable, London, 1930. Русский перевод пьесы в 1956 г. выполнила Е. Д. Калашникова.

## История написания
«Тележка с яблоками» стала первой пьесой после значительного, более чем пятилетнего перерыва в творчестве Шоу-драматурга. Ключевую роль в её написании сыграли планы английского режиссёра сэра Барри Джексона организовать в курортном городке Малверн ежегодные летние театральные фестивали, «в программе которых основное место отводилось постановкам различных пьес Шоу». Осенью 1928 года Джексон встретился с Шоу и попросил его написать новую пьесу для открытия предстоящего первого Малвернского фестиваля, запланированного на август следующего года. Несколько месяцев спустя Шоу так описал свою реакцию на это предложение:

 «…когда Барри Джексон сообщил мне, что в августе в Малверне состоится фестиваль моих пьес и самые свежие из них это „Иоанна“, „Мафусаил“ и „Дом, где разбиваются сердца“, я взорвался как вулкан, и из меня буквально изверглась новая пьеса, по вдохновению названная „Тележкой с яблоками“».— Из письма Бернарда Шоу актрисе Молли Томпкинс, 2 февраля 1929 г.
В ноябре 1928 года Шоу приступил к работе над пьесой. Выбор темы — сатиры на английскую парламентскую систему и политику лейбористской партии — в немалой степени был связан с советами его давних друзей по Фабианскому обществу Беатрисы и Сиднея Веббов (возможно, Беатриса Вебб даже заказала Шоу «Тележку с яблоками», об этом свидетельствует письмо Шоу к ней от 5 сентября 1929 года). В январе 1929 года работа над пьесой в целом была завершена, в феврале Шоу читал «Тележку» в доме леди Астор.

## Конфликт со Стеллой Патрик Кэмпбелл, прототипом Оринтии
Когда пьеса была практически завершена, «её дальнейшая судьба неожиданно осложнилась из-за конфликта между Шоу и Стеллой Патрик Кэмпбелл, которая послужила драматургу прототипом для образа Оринтии, платонической возлюбленной короля Магнуса».
Это столкновение имело в своей предыстории даже не столько всплеск бурных отношений между женатым драматургом и актрисой, в год постановки «Пигмалиона» вторично вышедшей замуж), сколько их жёсткую перепалку в конце 1921 — начале 1922 года, когда Шоу препятствовал публикации Стеллой их совместной переписки в её автобиографической книге «Моя жизнь и кое-что из писем». Теперь же ситуация стала зеркальной: включению в пьесу Шоу интермедии с интимным автобиографическим подтекстом противилась Стелла Патрик Кэмпбелл. Когда ей сообщили о том, что в роли Оринтии выведена она сама, Стелла в письме от 5 апреля 1929 года атаковала Шоу в духе его же писем к ней рубежа 1921—1922 годов, хотя и с бо́льшей прямолинейностью: «Вы не имеете никакого права вставлять меня в пьесу без моего согласия и разрешения, чёрт бы Вас побрал!»
Эпистолярные попытки драматурга умиротворить Стеллу Патрик Кэмпбелл не принесли результата, к тому же и Бернард Шоу не избегал ответных обвинений. В письме от 20 мая 1929 года Шоу упрекал Стеллу в злопамятности и отказывался следовать духу их договоренностей 1922 года, согласно которым он соглашался на цитирование писем, лишь прошедших его личную цензуру: «…сыграть несколько злых шуток со всей постановкой и, может быть, даже толкнуть меня на дурные поступки, а затем бросить постаревшим лет на десять — на это вы, несомненно, готовы, а я в мои 72 года не могу себе этого позволить. <…> Вы не должны шантажировать меня этим джентльменским соглашением».
Но ввиду начинавшихся репетиций пьесы для Малвернского фестиваля Шоу пришлось в начале июля встретиться со Стеллой, прочитать ей текст интермедии и начать редактировать некоторые места, вызвавшие её особый гнев. О сути этой редакционной работы свидетельствуют его письма к Стелле от 11,12,22 июля, а о характере их полемики — ещё одно его июльское письмо:

 «Любимейшая!
Как Вы несносны! Когда я говорю, что Вы — Оринтия, Вы отрицаете сходство как великое оскорбление. Когда я ввожу подробности, её от Вас отличающие, Вы требуете, чтобы я всё исправил и сделал портрет точным и узнаваемым. Ну, хорошо, зато теперь я смогу объявить, что текст выправлен лично Вами и некоторые лучшие места написаны под Вашу диктовку.
Разумеется, мы просто пара клоунов; но почему, о почему Вы не извлекаете из меня никакой пользы, тогда как я столько от Вас почерпнул. Гесиона Хэшебай в „Доме, где разбиваются сердца“, Змея в „Мафусаиле“, которая в моем воображении всегда говорит Вашим голосом, Оринтия — это всё Вы, не считая к тому же Элизы, которая была просто шуткой. Вы — женщина-вампир, я — Ваша жертва; между тем, я сосу Вашу кровь и жирею, а Вы всё теряете! Нелепо! Что-то тут не так.

Дж. Б. Ш.»— Из письма Бернарда Шоу Стелле Патрик Кэмпбелл, 28 июля 1929 г.

## Первые постановки
Уладив конфликт с Кэмпбелл, Шоу устранил препятствия к репетициям пьесы в Англии. Вслед за её мировой премьерой, 14 июня 1929 г., осуществлённой ещё с первоначальной версией авторской интермедии Арнольдом Шифманом в варшавском «Театре польском», 19 августа 1929 года состоялась премьера «Тележки с яблоками» и на британской сцене, но уже в окончательной редакции пьесы, поставленной Барри Джексоном при участии Х. К. Эйлиффа. Спектакль был восторженно принят зрителями I-го Малвернского фестиваля, в главных ролях выступили известные актёры Седрик Хардвик (король Магнус), Эдит Эванс (Оринтия), Барбара Эверест (королева Джемайма). После фестиваля труппа Джексона вернулась в Лондон и 17 сентября представила «Тележку с яблоками» в театре «Куин», где в течение последующих десяти месяцев её давали при больших сборах 250 раз.
Осенью 1929 года новую пьесу Бернарда Шоу ставил на берлинской сцене выдающийся немецкий режиссёр Макс Рейнхардт под названием «Император всея Америки». Премьера этого спектакля прошла 28 октября в Немецком театре. В Америке «Тележку с яблоками» показал в начале 1930 года один из «малых» нью-йоркских театров, ориентировавшихся на интеллектуального зрителя, «Гилд»: режиссёр постановки Фишер Мюллер, короля и Оринтию играли Том Пауэрс и Вайолет Кэмбл-Купер, в других ролях также выступили известные актёры Клод Рейнс (Протей) Хелен Уэстли (Лизистрата), Морис Карновски (Никобар), премьера состоялась 24 февраля 1930 г.

## Действующие лица
- Семпроний[К 9] (Сем) — личный секретарь короля, «щеголеватый и ещё сравнительно молодой»[35]
- Памфилий[К 10] (Пам) — личный секретарь короля, более пожилой[35]
- Король Магнус, «высокий, интеллигентного вида джентльмен лет сорока пяти»[36]
- Оринтия — любовница короля, её апартаменты находятся во дворце[37] (дважды была замужем, оба мужа, Ронни и Игнаций, от неё сбежали[38], от одного из них у неё есть дети[39][К 11])
- Королева Джемайма[К 12]
- Билл Боэнерджес — только что назначенный министр торговли, «пятидесятилетний мужчина массивного сложения, напористо самоуверенный»[40], республиканец[41]
- Алиса — старшая дочь короля, наследная принцесса[42] (у королевской четы есть и сын, Роберт, отец готов отречься от престола в его пользу[43])
- Джозеф Протей[К 13] (Джо) — премьер-министр, его партия вот уже три года у власти[44]
- Плиний[К 14] (Плино) — министр финансов, «миролюбивый и добродушный»[45]
- Никобар[К 15] (Ник) — министр иностранных дел, «ехидный и придирчивый»[45]
- Крассус[К 16]] — министр по делам колоний, «немолодой и опасливый», ставленник «Ремонтного треста», крупнейшей промышленной монополии Англии[46]
- Берт Бальбус (Бальби) — министр внутренних дел, «грубый и бесцеремонный»[47], (его пьяница-шурин Майк представляет «Ремонтный трест»[48])
- Аманда Почтельстоп (Манди) — министр связи, «жизнерадостная дама в мундире»[44]
- Лизистрата[К 17] (Лиззи) — министр энергетики, «степенная дама в академической мантии»[44]
- Ванхэттен[К 18] — американский посол.

## Сюжет
Действие первое
В связи с очередным правительственным кризисом английский король Магнус, «единственный король, уцелевший ещё в цивилизованной половине Европы» (под нецивилизованной половиной американский посол Ванхэттэн подразумевал «ряд советских или почти советских республик, расположенных между Уральским хребтом и Северным морем») встречается днём с премьер-министром Протеем и членами его кабинета. А перед этим королю должен представиться только что назначенный новый министр торговли Билл Боэнерджес.
Приёмная во дворце Магнуса. Личные королевские секретари Семпроний и Памфилий беседуют, разбирая почту и просматривая утренние газеты. Входит Боэнерджес «в косоворотке на русский лад и в кепке, которую он, войдя, не снимает», на 11:45 назначена его встреча с королём; там же, в приёмной, появляется и Магнус.
Представившись королю не поднимаясь из кресла, Боэнерджес сразу переходит к правительственному кризису, напористо заявляя: «страной должны управлять не вы, а ваши министры». Магнус доброжелательно успокаивает свежеиспечённого министра, во многом соглашаясь в беседе с ним, сам сетует на то, что «монархии в любую минуту может прийти конец», и незаметно завоёвывает расположение темпераментного, но прямодушного республиканца. А когда тот, в пылу красноречия, признаётся, что «демократия — самый лучший способ посадить кого нужно куда нужно», интеллигентный король горячо поддерживает оппонента: «Великолепно! Никогда не слыхал лучшего объяснения. У вас светлая голова, мистер Боэнерджес».
К концу их беседы в приёмную «бурно врывается» юная дочь Магнуса, принцесса Алиса, и, чрезвычайно порадовав Билла восторженным комплиментом в его адрес, столь же экспансивно заявляет: «Что это за гадость на вас надета, мистер Боэнерджес?»
Король с дочерью уходят на прогулку, а в королевской приёмной вскоре появляются премьер-министр Протей и четверо его коллег: министры Плиний, Никобар, Крассус и Бальбус. Ещё два члена кабинета, Манди и Лиззи, «опаздывают, как всегда». Сообщение Боэнерджеса о том, что он нашёл к королю «правильный подход», и реплика Памфилия, что министр торговли произвёл на принцессу Алису «большое впечатление», расслабляют министров, они начинают пререкаться с Протеем, а непривычные высказывания Билла подсказывают премьеру, что его новый министр торговли уже говорит словами короля. Протей, теряя терпение, напоминает, что «Магнус хитёр как бес», не по-парламентски высказывается в адрес коллег («один умный человек, который знает, чего хочет, легко перешибёт десятерых дураков, которые не знают, чего хотят») и, наконец, имитируя обиду, заявляет, что подаёт в отставку. Но министр финансов сглаживает конфликт, и премьер продолжает заседание кабинета. Он достаёт заранее заготовленную бумагу и предлагает предъявить Магнусу ультиматум. Но зачитать документ не успевает: входит король, а с ним и припозднившиеся дамы-министры, Аманда и Лизистрата.
Узнав, что речь пойдёт об ультиматуме, Магнус ввязывается в жёсткую перепалку с Протеем и его министрами о реальном положении дел в стране и о том, позволительно ли почти бесправному конституционному монарху критиковать правительство и могущественную корпорацию Ремонтного треста. В итоге, как и предсказывал премьер, королевская хитрость прошла незамеченной: спровоцированный на откровенность, Протей, не удержавшись, раскрывает Магнусу все свои карты, включая и самую грязную, карту шантажа, — «ваше распутство в личной жизни». Затем он оглашает условия ультиматума: суть их сводится к тому, что король должен прекратить всякую критику правительства и отказаться от своего последнего права — налагать вето на любое решение парламента.
Король произносит проникновенную речь, очевидно говорящую всем, что он будет вынужден принять эти условия, хотя и совершенно не согласен с ними. Он откладывает окончательное принятие решения до пяти часов вечера и покидает присутствующих. Протей предлагает коллегам позавтракать, Крассус всех угощает (платит Ремонтный трест), министры гурьбой отправляются в ресторан Ритца.
Интермедия
Будуар Оринтии в королевском дворце. С половины четвёртого до половины пятого (чая с королевой) Магнус предаётся «распутству в личной жизни» со своей официальной любовницей (расходы на её содержание включены в бюджет королевского двора). В день судьбоносного для страны кризиса «распутство» происходит в трёх видах: 1) в малоуспешных попытках короля прекратить очередную ссору Оринтии с ним; 2) в её заочной пикировке с королевой (включая предложение пристрелить или утопить Джемайму) и посильной защиты Магнусом доброго имени жены; 3) в совместном обсуждении трудных переговоров короля с правительством.
Первое завершается дракой: Магнус и Оринтия, сцепившись, катаются по полу, и «эту неприличную сцену» застаёт секретарь Семпроний, посланный королевой «сказать, что чай уже на столе».
Второе рождает неожиданное сравнение в устах Оринтии: «Небеса посылают вам розу, а вы цепляетесь за капусту!» — на что Магнус, со смехом, отвечает: «Очень удачная метафора, возлюбленная. Но всякий разумный человек, если ему предложат выбор: жить без роз или жить без капусты — несомненно предпочтёт капусту».
Третье оставляет вопрос открытым. В ответ на реплику Оринтии: «В конце концов, за что вам платят деньги? За то, чтоб вы были королём; иначе говоря — чтоб вы плевали на простой народ». — Магнус отвечает: «Так-то так, но в наше время представления о королевском бизнесе, как выражаются американцы, совершенно перепутались с представлениями о демократии, и потому половина Англии ждёт, что я буду плевать на моих министров, а другая половина рассчитывает, что я позволю министрам плевать на меня. Вот в пять часов и должно решиться, кому быть плевательницей».
Действие второе
Дворцовая терраса с видом на сад; до повторной встречи с правительством остается минут десять. Завершив чаепитие, король читает вечернюю газету, королева вяжет. Неожиданно Памфилий извещает о прибытии визитёра, американского посла. Несмотря на неудовольствие королевы Магнус дает согласие на аудиенцию и просит жену быть любезной: «мы до сих пор не расплатились с Америкой по военным долгам».
Входит «чрезвычайно оживлённый» мистер Ванхэттен, он готов передать (на словах) заявление правительства США правительству Британской империи. Начав с констатации существующего долга и коснувшись вопроса границы, посол внезапно ошарашивает короля: «Ваше величество, долга больше нет. Граница перестала существовать». Воодушевлённый Ванхэттен пускается в исторический экскурс, но королева предупреждает: «У короля через десять минут заседание кабинета». Посол сжимает восторженную речь до нескольких внятных пунктов: «Ваше величество, блудный сын возвращается домой… Декларация независимости отменена… Мы приняли решение вернуться в состав Британской империи. Разумеется, мы войдём на правах самоуправляющегося доминиона… вы теперь будете императором».
«Англии пришёл конец», — говорит королеве Магнус (в его взгляде впервые появляется растерянность). Ванхэттэн энергично успокаивает королевскую чету: «В конце концов мы же здесь действительно дома <…> нас здесь окружает всё своё, привычное: американские промышленные изделия, американские книги, пьесы, спортивные игры, американские религиозные секты, американские ортопеды, американские кинофильмы. То есть, короче говоря, — американские товары и американские идеи. Политический союз между нашими странами явится лишь официальным признанием совершившегося факта. Так сказать — гармония сердец».
Король берёт время до завтрашнего утра, чтобы обдумать сообщённое Ванхэттеном, но ободряет посла: «Именно, именно. Мы можем уцелеть только в виде сорок девятой звезды на вашем флаге». Посол и Памфилий уходят. Королева успокаивает мужа: «Из тебя получится превосходный император. И мы постепенно приобщим этих американцев к цивилизации». Но король трезво и мрачно смотрит в будущее: «Для этого мы сами ещё недостаточно цивилизованны. А они относятся к нам так, как к какому-нибудь племени краснокожих. Англия будет низведена на положение резервации».
Тем временем Семпроний вводит на террасу кабинет министров во главе с премьером (Боэнерджес, осмеянный принцессой, уже успел сменить косоворотку на придворный мундир). Король спрашивает Протея, слыхал ли он о том, что придумали американцы? Тот подтверждает, что в курсе дела, но настаивает начинать с ультиматума: «Итак — ваш ответ?».
Магнус безоговорочно принимает ультиматум, но отказывается его подписать, так как заранее знает, что нарушит его «в силу свойств своей натуры, которую никакие конституционные рамки не властны обуздать». Поэтому он подаёт в отставку — отрекается от престола в пользу сына Роберта, принца Уэльского: «Из него выйдет отличный конституционный монарх».
Премьера и его правительство устраивает этот неожиданный оборот событий. Протей с ораторским вдохновением возносит прощальный панегирик многолетнему сотрудничеству с королём Магнусом, упоминая про «узы искренней дружбы», «семейные ссоры» — «у кого их не случается», — и подводит итог: «но во всяком случае мы расстаёмся друзьями».
Боэнерджес запевает песню в знак расставания с королём, министры-мужчины дружно подтягивают, но тут Магнус, уже достаточно выдержав паузу, прерывает их «отходную по королю» и сообщает, что не расстаётся с ними и вовсе не отходит от политической деятельности. Он подробно делится с оторопевшими министрами своими планами: при отречении будет распущен парламент и назначены всеобщие выборы, последним королевским указом Магнус лишит себя всех титулов и званий, станет обычным гражданином и будет баллотироваться в палату общин (по королевскому избирательному округу Виндзора).
Приунывшие было Лиззи и Манди горячо приветствуют новые планы Магнуса, а Протей сразу понимает, каким успехом будет пользоваться партия, организованная отрёкшимся королём, публично отказавшимся от всех титулов и званий. Всё это грозит Протею неминуемой и скорой катастрофой, поэтому, не медля ни минуты, он спрашивает Магнуса: «Ваше величество, ультиматум при вас?» Король достает бумагу и передаёт её премьеру, тот рвёт её, швыряет в сторону и отчетливо объявляет: «Никакого отречения. Никаких всеобщих выборов. Никакого ультиматума. Всё остаётся как было. Правительственный кризис миновал». И отдельно добавив королю — «Я вам никогда этого не прощу», — берёт шляпу и удаляется через сад.
Вслед за премьером расходятся и его министры. Бальбус замечает королю: «при всех моих недостатках я, пожалуй, не такой уж плохой министр внутренних дел, — это на тот случай, если с монархией что-нибудь выйдет не так и вашему величеству придётся подбирать себе кабинет уже в качестве президента республики». Магнус отвечает: «Не премину учесть это. Кстати, если догоните премьер-министра, напомните ему, пожалуйста, что мы совсем забыли решить один пустяковый вопрос: о предложении Америки аннексировать Британское содружество наций».
Дамы-министры последними покидают террасу. «Но как жаль, что вы не пойдёте в парламент, чтобы вместе с нами отстаивать Старую Англию и не создадите новую партию для борьбы с Ремонтным трестом», — говорит королю Лизистрата, и Магнус, утешая её, риторически спрашивает: «А хорошо бы, верно?» Добавляя: «Но я для этого чересчур устарел. Пусть эту комедию доигрывают те, кто помоложе».
Джемайма застаёт мужа в глубокой задумчивости, он отказывается от обеда. Но королева властно настаивает: «Не будешь обедать? Это невозможно! …Обедать нужно вовремя, будь умницей и пойдём к столу». «Король с гримасой беспомощной нежности покорно следует за женой».

## Рецепция
Первоначальное восприятие «Тележки с яблоками», в 1929 — начале 1930-х годов, в основном было связано с её злободневными общественно-политическими мотивами и существенно разнилось, в зависимости от места постановки и политических пристрастий зрителей. В Англии выход пьесы очень удачно наложился на приход к власти в мае 1929 года лейбористского правительства во главе с Рамсеем Макдональдом, чью «злую пародию» современники небезосновательно находили в премьере Протее. Смешные карикатуры на видных деятелей лейбористской партии и членов кабинета Макдональда отчётливо проглядывали и в других персонажах вымышленного Шоу правительства, в частности, в Боэнерджесе, напоминавшем члена парламента известного оратора Джона Бёрнса, и в Лизистрате, чей образ имел очевидное сходство с Маргарет Грейс Бондфилд, первой женщиной в истории Англии, получившей пост министра. Некоторые параллели просматривались между царствующим королём Георгом V и фигурой короля Магнуса, хотя Шоу присвоил сходство с Магнусом самому себе, о чём свидетельствует его диалог с биографом Хескетом Пирсоном:

 «Встретившись с Джи-Би-Эс на лондонском представлении „Тележки“, я спросил, правда ли то, о чём все говорят, — что король Магнус в его комедии — завуалированный портрет царствующего монарха Георга V. Он ответил дипломатично: если людям хочется так думать, он ничего не имеет против.
— А всё-таки? — допытывался я.
— Ну, есть король на троне и есть король в моей пьесе. Случилось так, что король на троне ведёт себя на манер короля у меня в пьесе. Значит, они друг на друга похожи.
Я ввернул:
— Ничуть не бывало — чем это они похожи друг на друга?!
Тут Шоу и объявил:

— Истинный король Магнус сидит сейчас перед вами. Мне никто не предлагал трона — я его сам захватил».— Из биографии Шоу, написанной Пирсоном в 1951 году.
Среди горячих почитателей пьесы был бывший кайзер Вильгельм II, писавшей о ней: «Великая пьеса величайшего сатирика нашего времени. Какой гений! Какой юмор!». Противоположные политические взгляды определили её восприятие членами муниципалитета Дрездена — они запретили постановку «Тележки» в городском театре, мотивируя своё решение тем, что пьеса «подрывает республиканские идеалы». Ожесточённая полемика, развернувшаяся вокруг «Тележки с яблоками», вынудила Шоу выступить с публичными разъяснениями содержания пьесы и своих собственных взглядов: 22 марта 1930 года еженедельник «Уик-энд ревью» напечатал его статью «Демократия и „Тележка с яблоками“» (которая несколько месяцев спустя была включена Шоу в текст авторского предисловия к первому изданию пьесы).
На фоне приятия или неприятия зрителями внятных и острых общественно-политических месседжей «Тележки с яблоками» её интермедия, со скрытым от публики автобиографическим подтекстом, вызывала у многих если не равнодушие, то удивление. «Невозможно себе представить, — писал после фестивальной премьеры театральный обозреватель „Таймс“, — что́ могло заставить Шоу написать эту сцену, настолько она скучна и бессмысленна». И лишь десятилетия спустя, когда после смерти Шоу была издана переписка между ним и Стеллой Патрик Кэмпбелл (1952), а затем на её основе Джеромом Килти была создана пьеса «Милый лжец», интермедия «Тележки с яблоками» наполнилась для читателей и зрителей тематическим и художественным смыслом. Той правдой, которую Шоу посчитал необходимым увековечить в материале искусства, не предавая стоявшие за ней факты публичной огласке при жизни своей жены Шарлотты. Хотя для многих его друзей это был «секрет Полишинеля», о чём свидетельствуют дружеские шаржи на Шоу и Стеллу Макса Бирбома.
Когда же все участники той истории ушли из жизни и скрытый в подтексте интермедии контекст получил публичную известность, образ короля Магнуса стал предельно автобиографичным. Как об этом и заявлял Пирсону Шоу — но в 1929 году его на редкость правдивое заявление могло восприниматься скорее как гротеск, очередная художественная маска своевольного «Джи-Би-Эс». Это наполняет дополнительным смыслом фразу Шоу из его Предисловия к «Тележке с яблоками»: «Оценивать мои пьесы строго по номиналу вообще не стоит: вы рискуете обнаружить в них лишь то, что сами вложите, и в итоге ничего не получите за свои деньги».

## Комментарии
1. ↑  Ориентировочное время действия пьесы определяется по верхней хронологической границе коронации Магнуса, обусловленной годом смерти отца Семпрония (1962), распорядителя «двух последних коронаций»[3], а также по возрасту короля (ему около 45 лет[4]), и отсутствию каких-либо упоминаний о его восшествии на престол в несовершеннолетнем возрасте.
2. ↑  Написание фамилии Стеллы Патрик Кэмпбелл различается в работах русскоязычных авторов: так, комментатор пьесы А. А. Долинин не даёт в концовке её фамилии двойное «лл», ограничиваясь одинарным — Кэмпбел[7], А. А. Аникст пишет её, предельно сокращая, — Кэмбл[8], что, возможно, восходит к аналогичному употреблению фамилии актрисы в переводе В. Харитоновым и М. Марецкой книги Х. Пирсона о Шоу (1972)[9]. Наиболее соответствующим английскому Campbell является написание Кэмпбелл, употребляемое в академическом издании избранных писем Дж. Б. Шоу[10].
3. ↑  Стелла Патрик Кэмпбелл вышла замуж за майора Джорджа Корнуоллис-Уэста, друга Шоу[18], за три дня до премьеры «Пигмалиона», в апреле 1914 г. Их брак не был удачным.[19]
4. ↑  О степени накала их тогдашнего конфликта свидетельствуют письма Шоу к Стелле от 6 и 30 декабря 1921 г. и от 5 и 11 января 1922 г.[20], а также фрагменты её ответов, цитируемых в пьесе Джерома Килти «Милый лжец», созданной в 1957 г. на основе подлинной переписки Бернарда Шоу и Стеллы Патрик Кэмпбелл[21].
5. ↑  В июне об этом ей расскажет и Эдит Эванс, репетировавшая роль Оринтии для постановки на Малвернском фестивале. 25 июня 1929 г. Стелла писала Шоу: «О какой нашей тайне может идти речь, если Эдит Эванс сказала мне, что играет меня?»[22].
6. ↑  5 января 1922 г. Шоу написал Стелле: «Пришлите мне гранки, когда получите из типографии. И я грубо и педантично укажу Вам, что Вы можете публиковать, а что нет»[24].
7. ↑  Речь идет о «джентльменском соглашении» между Стеллой Патрик Кэмпбелл и Шоу при издании её книги»[22]. Шоу не был последователен в отношении взятых на себя договорённостей. 2 декабря 1921 года он соглашался на них: «Я послал Хатчинсону письмо, в котором пишу, что предоставляю это дело на Ваше усмотрение и что между нами, можно считать, существует джентльменское соглашение (так это принято называть), в соответствии с которым я не буду подымать вопрос об авторском праве по поводу моих текстов, включенных в Вашу рукопись»[26]. Месяц спустя, в письме Стелле от 30 декабря, он уже сугубо критически упоминал их джентльменское соглашение: «Вы говорите, что будете вести себя, как полагается джентльмену. Так вот, джентльмен не трезвонит о своих сердечных делах. Тут двух мнений быть не может»[27]. В итоге же его позиция пришла к цензурированию их переписки при её публикации, см. письмо от 5 января 1922 г.
8. ↑  Стелла и в жизни, и в письмах часто звала его Джой, как циркового клоуна[29].
9. ↑  Семпронии — один из знатных древнеримских родов.
10. ↑  Памфили — одно из известных аристократических семейств Италии, имевшее большое влияние на рубеже XVI – XVII веков. Кроме того, Памфилией называлась одна из древнеримских провинций в Малой Азии.
11. ↑  Отссылки к двум бракам Стеллы Патрик Кэмпбелл.
12. ↑  Женское имя Джемайма (Джемима) восходит к имени одной из дочерей Иова.
13. ↑  Имя политического антагониста короля Магнуса, восходящее к одноимённому морскому божеству древнегреческой мифологии, в Средние века имело устойчивую негативную коннотацию, в частности, в знаменитом сборнике Carmina Burana.
14. ↑  Отсылка, вероятно, к Плинию Младшему, чья биография была более насыщена службой на государственных должностях, чем у его дяди, Плиния Старшего.
15. ↑  Никобарские острова входили в состав Британской Индии.
16. ↑  Отсылка к Марку Лицинию Крассу, участнику первого триумвирата.
17. ↑  Отсылка к аристофановской Лисистрате.
18. ↑  Явная перекличка с Манхэттеном, историческим ядром Нью-Йорка, одним из центров и символов американского бизнеса.
19. ↑  Появление советских республик в Восточной Европе — одно из «поразительно точных предсказаний Шоу» в этой пьесе, второе — «об открытии источников энергии в шельфе Северного моря»[32].
20. ↑  Конечно же, речь идёт о долге по Мировой войне 1914—1918 годов, при том, что текущие события происходят в 1960-х — 1970-х.
21. ↑  В исторической реальности 49-ой звездой на флаге США станет Аляска, получив статус штата 03.01.1959.
22. ↑  Аббревиатурой G.B.S. (от George Bernard Shaw) Шоу в 1890-х годах подписывал многие свои театральные рецензии, и «Джи-Би-Эс» стало его прозвищем в среде театралов, к которой принадлежал актёр, режиссёр и писатель Хескет Пирсон.
23. ↑  Шаржи Макса Бирбома показаны в издании писем Бернарда Шоу[86].